# A Night at the Opera Tour
A Night at the Opera Tour fu la quarta tournée del gruppo rock britannico Queen, svoltasi tra il 1975 e il 1976 e legata alla promozione del loro quarto album, A Night at the Opera. Successivo al Sheer Heart Attack Tour, questo tour precedette il Summer Gigs, che si tenne nel 1976.
Lo show del 24 dicembre 1975 all'Hammersmith Odeon di Londra venne filmato dalle telecamere della BBC ed è considerato uno dei più bei concerti dei Queen. Nel 2009, Brian May ha annunciato dal suo sito ufficiale che prossimamente ne verrà tratto un DVD.

## Date
| Concerti                                     | Concerti                                                |
| -------------------------------------------- | ------------------------------------------------------- |
| 14-11-1975 Liverpool, Regno Unito            | 15-02-1976 Toledo, Stati Uniti d'America (2° gig)       |
| 15-11-1975 Liverpool, Regno Unito            | 18-02-1976 Saginaw, Stati Uniti d'America               |
| 16-11-1975 Coventry, Regno Unito             | 19-02-1976 Columbus, Stati Uniti d'America              |
| 17-11-1975 Bristol, Regno Unito              | 20-02-1976 Pittsburgh, Stati Uniti d'America            |
| 18-11-1975 Bristol, Regno Unito              | 23-02-1976 Chicago, Stati Uniti d'America               |
| 19-11-1975 Cardiff, Regno Unito              | 24-02-1976 Chicago, Stati Uniti d'America               |
| 21-11-1975 Taunton, Regno Unito              | 26-02-1976 Saint Louis, Stati Uniti d'America           |
| 23-11-1975 Bournemouth, Regno Unito          | 27-02-1976 Indianapolis, Stati Uniti d'America          |
| 24-11-1975 Southampton, Regno Unito          | 28-02-1976 Madison, Stati Uniti d'America               |
| 26-11-1975 Manchester, Regno Unito (1° gig)  | 29-02-1976 Fort Wayne, Stati Uniti d'America            |
| 26-11-1975 Manchester, Regno Unito (2° gig)  | 01-03-1976 Milwaukee, Stati Uniti d'America             |
| 29-11-1975 Londra, Regno Unito               | 03-03-1976 St. Paul, Stati Uniti d'America              |
| 30-11-1975 Londra, Regno Unito               | 07-03-1976 Berkeley, Stati Uniti d'America              |
| 01-12-1975 Londra, Regno Unito               | 09-03-1976 Santa Monica, Stati Uniti d'America (1° gig) |
| 02-12-1975 Londra, Regno Unito               | 09-03-1976 Santa Monica, Stati Uniti d'America (2° gig) |
| 07-12-1975 Wolverhampton, Regno Unito        | 10-03-1976 Santa Monica, Stati Uniti d'America          |
| 08-12-1975 Preston, Regno Unito              | 11-03-1976 Santa Monica, Stati Uniti d'America          |
| 09-12-1975 Birmingham, Regno Unito           | 12-3-1976 Santa Monica, Stati Uniti d'America           |
| 10-12-1975 Birmingham, Regno Unito           | 13-03-1976 San Diego, Stati Uniti d'America             |
| 11-12-1975 Newcastle, Regno Unito            | 22-03-1976 Tokyo, Giappone                              |
| 13-12-1975 Dundee, Regno Unito               | 23-03-1976 Nagoya, Giappone                             |
| 14-12-1975 Aberdeen, Regno Unito             | 24-03-1976 Himeji, Giappone                             |
| 15-12-1975 Glasgow, Regno Unito              | 26-03-1976 Fukuoka, Giappone (1° gig)                   |
| 16-12-1975 Glasgow, Regno Unito              | 26-03-1976 Fukuoka, Giappone (2° gig)                   |
| 24-12-1975 Londra, Regno Unito               | 29-03-1976 Osaka, Giappone (1° gig)                     |
| 27-01-1976 Waterbury, Regno Unito            | 29-03-1976 Osaka, Giappone (2° gig)                     |
| 29-01-1976 Boston, Stati Uniti d'America     | 31-03-1976 Tokyo, Giappone                              |
| 30-01-1976 Boston, Stati Uniti d'America     | 01-04-1976 Tokyo, Giappone                              |
| 31-01-1976 Filadelfia, Stati Uniti d'America | 02-04-1976 Sendai, Giappone                             |
| 01-02-1976 Filadelfia, Stati Uniti d'America | 04-04-1976 Tokyo, Giappone                              |
| 02-02-1976 Filadelfia, Stati Uniti d'America | 11-04-1976 Perth, Australia                             |
| 05-02-1976 New York, Stati Uniti d'America   | 14-04-1976 Adelaide, Australia                          |
| 06-02-1976 New York, Stati Uniti d'America   | 15-04-1976 Adelaide, Australia                          |
| 07-02-1976 New York, Stati Uniti d'America   | 17-04-1976 Sydney, Australia                            |
| 08-02-1976 New York, Stati Uniti d'America   | 18-04-1976 Sydney, Australia                            |
| 11-02-1976 Detroit, Stati Uniti d'America    | 19-04-1976 Melbourne, Australia                         |
| 12-02-1976 Detroit, Stati Uniti d'America    | 20-04-1976 Melbourne, Australia                         |
| 13-02-1976 Cincinnati, Stati Uniti d'America | 22-04-1976 Brisbane, Australia                          |
| 14-02-1976 Cleveland, Stati Uniti d'America  |                                                         |

## Scaletta principale
1. Now I'm Here
2. Ogre Battle
3. Sweet Lady
4. White Queen
5. Flick Of The Wrist
6. Bohemian Rhapsody
7. Killer Queen
8. March Of The Black Queen
9. Bohemian Rhapsody (reprise)
10. Bring Back That Leroy Brown
11. Son & Daughter
12. The Prophet's Song
13. Stone Cold Crazy
14. Doin' All Right
15. Keep Yourself Alive
16. Seven Seas Of Rhye
17. Liar
18. In The Lap Of The Gods... revisited
19. Now I'm Here
20. Big Spender
21. Jailhouse Rock
22. God Save The Queen